# 基部被子植物

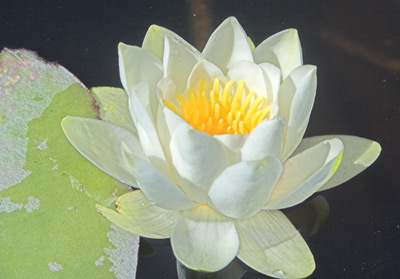
歐洲白睡蓮 （Nymphaea alba)

基部被子植物（英語：Basal Angiosperms）是被子植物下的子分支，是被子植物中除了核心被子植物（包含真雙子葉、單子葉及木蘭類植物三個單系群）之外的並系群，得名「基部」的原因是在演化上這些類群比核心被子植物更早分支，所以早時稱古雙子葉植物。
基部被子植物有時也被稱為演化支 ANITA，其中ANITA一字來源於其五個分支：無油樟目（Amborellales）、睡蓮目（Nymphaeales）、八角茴香目（Illiciales）、苞被木科（Trimeniaceae）以及木蘭藤目（Austrobaileyales）。由於在2003年發表的被子植物APG III分類法中，八角茴香目被併入木蘭藤目之下的五味子科、苞被木科也被歸於木蘭藤目之下，有些學者又將此名稱縮減為grade ANA。
和各擁有著數十萬個物種的真雙子葉植物、單子葉植物和木兰类植物相比，基部被子植物只有約數百種，它們在演化樹上分支的時間點比核心被子植物更早。

## 演化樹

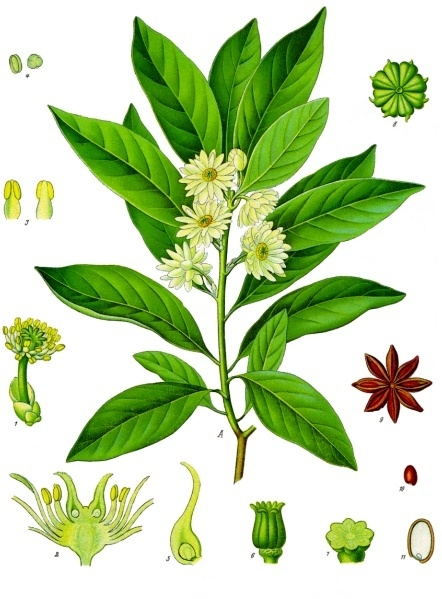
日本莽草（Illicium anisatum）

無油樟目、睡蓮目和木蘭藤目之間的相互關係仍非明瞭，不過大部分研究顯示無油樟目和睡蓮目都比木蘭藤目早分支，且這三個目的植物皆比核心被子植物早分支，目前根據分子生物研究，針對這四者之間的關係提出了兩種可能的系統發生樹：在其中一個樹裡，無油樟目比其餘都早分支出來，為其他演化支的姊妹群，如下：
|  | 睡蓮目                                                    |
|  |                                                           |
|  | \| \| 木蘭藤目 \| \| \| \| \| \| 核心被子植物 \| \| \| \| |
|  |                                                           |
|  | 木蘭藤目                                                  |
|  |                                                           |
|  | 核心被子植物                                              |
|  |                                                           |

|  | 木蘭藤目     |
|  |              |
|  | 核心被子植物 |
|  |              |

|  | 睡蓮目                                                    |
|  |                                                           |
|  | \| \| 木蘭藤目 \| \| \| \| \| \| 核心被子植物 \| \| \| \| |
|  |                                                           |
|  | 木蘭藤目                                                  |
|  |                                                           |
|  | 核心被子植物                                              |
|  |                                                           |

|  | 木蘭藤目     |
|  |              |
|  | 核心被子植物 |
|  |              |

另一種可能是無油樟目和睡蓮目構成的一個演化支構成了這一個姐妹群。一篇2014年的論文顯示了後者較為可能是現存被子植物具有的演化樹。如下圖所示：
|  | 無油樟目 |
|  |          |
|  | 睡蓮目   |
|  |          |

|  | 木蘭藤目     |
|  |              |
|  | 核心被子植物 |
|  |              |

|  | 無油樟目 |
|  |          |
|  | 睡蓮目   |
|  |          |

|  | 木蘭藤目     |
|  |              |
|  | 核心被子植物 |
|  |              |

## 舊稱或其他名稱

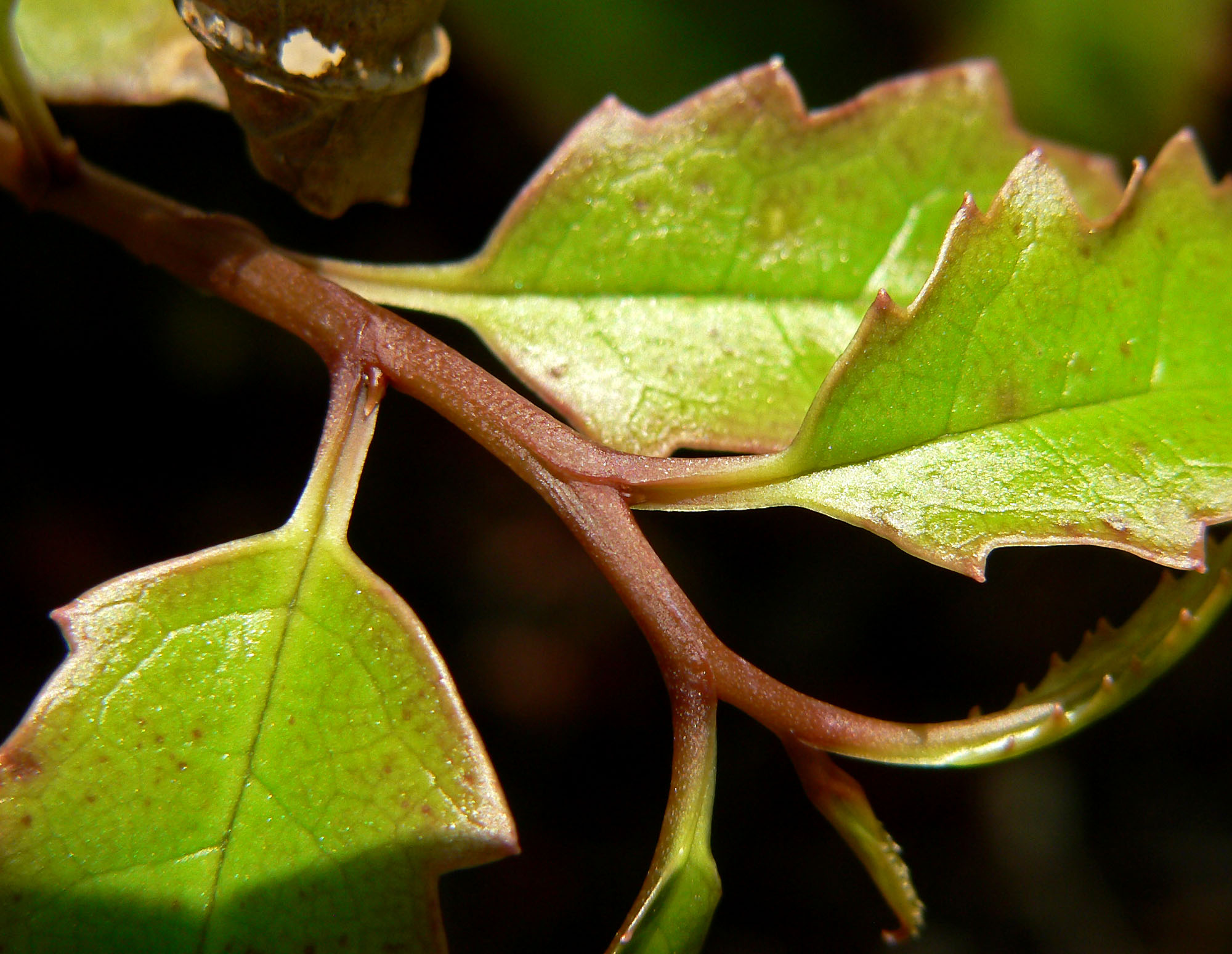
無油樟 Amborella

古雙子葉植物（美式 Paleodicots ，英式 Palaeodicots）是在植物學界中仍被使用，但較不正式的稱呼，用來泛指非單子葉植物也非真雙子葉植物的所有被子植物。（Spichiger & Savolainen 1997, Leitch et al. 1998）
有些古雙子葉植物和單子葉植物會具有一些共同的特徵，例如都具有散生的維管束，花的瓣數通常是三的倍數，或者都不具有三孔花粉。
該類植物並非一個單系群，因此並沒有被學界廣泛的認可為一個好的系屬分類。被子植物APG II分類法及其之後的APG III及APG IV並沒有認可該名稱，而是將該類植物拆為若干不屬於任何一目的科：無油樟科、睡蓮科（包含蓴科）、木蘭藤目、金魚藻目（不包括古雙子葉植物的其他科，Leitch et al. 1998）、金粟蘭科以及木蘭類植物演化支（包含 白樟目、胡椒目、樟目和木蘭目）。後續發展與研究把獨蕊草科也涵蓋其中。
另有一個稱呼 paleoherb(直譯:古草綱)也同樣指不是真雙子葉植物和單子葉植物的開花植物。

## 外部連結
- tolweb.org （页面存档备份，存于）